# Changes (canción de Tupac)
«Changes» es una canción del rapero 2Pac, de su álbum póstumo Greatest Hits. Originalmente fue grabada durante su permanencia en Interscope Records, que fue regrabada y mezclada nuevamente entre 1995 y 1996. La canción alcanzó #1 en Noruega y en los Países Bajos y llegó a los diez primeros en la lista de sencillos de varios otros países. Se trata de una de sus canciones más notables y populares, a pesar de ser lanzada después de su muerte. La canción trata de cuestiones acerca de 2Pac, de su influencia en vida real, en particular el racismo, la brutalidad policial, las drogas y la violencia de las pandillas. Además, la canción tiene un sample del gran éxito de 1986 "The Way It Is" de Bruce Hornsby and the Range.
Hafner Chris dirigió el video musical de una compilación de una gran serie de videoclips anteriores lanzados de 2Pac, además de vídeos e imágenes caseros nunca antes vistos. Es similar al video de la canción también póstuma "Dead Wrong", de The Notorious B.I.G., también lanzado en 1999, aunque ambas canciones son totalmente distintas.
"Changes" fue nominada a Mejor actuación de rap en solitario en los Premios Grammy de 2000, siendo la única canción póstuma hasta hoy nominada en esta categoría. Un verso en "Changes" fue presentado en su versión anterior "I Wonder If Heaven Got a Ghetto". También existe un remix de la canción con Nelly Furtado, titulado "All Good Things (Come to an End)". 2Pac hace referencia a Huey P. Newton, el fundador de Black Panther Party, cuando dice "two shots in the dark, now Huey's dead" (dos disparos en la oscuridad, ahora Huey está muerto). En 2008, "Changes" subió al número uno en la lista Billboard Hot Ringtones, que muestra las canciones más descargadas para tonos de celular.
En diciembre de 2009, el Vaticano añadió "Changes" a su lista de MySpace, creada en UK MySpace. La canción ocupó la décima posición.

## Posición en las listas
| Lista                                           | Posición |
| ----------------------------------------------- | -------- |
| Australian Singles Chart                        | 7        |
| Austrian Singles Chart                          | 6        |
| Belgian Singles Chart                           | 2        |
| French Singles Chart                            | 39       |
| Dutch Singles Chart                             | 1        |
| New Zealand Singles Chart                       | 3        |
| Norwegian Singles Chart                         | 1        |
| Swedish Singles Chart                           | 3        |
| Swiss Singles Chart                             | 2        |
| UK Singles Chart                                | 3        |
| U.S. Billboard Hot 100                          | 32       |
| U.S. Billboard Hot R&B/Hip-Hop Singles & Tracks | 12       |
| U.S. Billboard Hot Rap Singles                  | 1        |